# Ашантски възвишения
Ашантските възвишения (на английски: Ashanti Uplands) са географска област в югозападната част на Гана, част от Северногвинейските възвишения.
Разположени са между Аканската низина на юг, Волтския басейн на североизток и границата с Кот д'Ивоар на запад. Включват две подобласти - платото Кваху на север и Южноашантските възвишения на юг. Кваху има надморска височина около 450 метра и достига в най-високата си точка 762 метра. Южноашантските възвишения постепенно се спускат от 300 метра надморска височина на север до 150 метра на юг. Областта е заета от екваториални гори, преминаваща в най-северните части в савана. С важно стопанско значение са дърводобивът и производството на какао.